# Igreja Católica na Etiópia
A Igreja Católica na Etiópia é parte da Igreja Católica universal, em comunhão com a liderança espiritual do Papa, em Roma, e da Santa Sé. O catolicismo é uma religião pequena no país, porém, de grande importância, já que, apesar de os católicos formarem somente 0,7% da população, a Igreja administra incríveis 90% das obras sociais. Isso significa ser uma ajuda insubstituível às populações pobres atingidas por problemas cíclicos e muito graves. A obra social da Igreja diz respeito, em primeiro lugar, ao campo sanitário e ao da instrução, mas também ao da construção de obras (poços, aquedutos) para a exploração da água.

## História
A Igreja na Etiópia remonta ao apóstolo Filipe, que, conforme os Atos dos Apóstolos, batizou o eunuco etíope.
| “ | O anjo do Senhor disse a Filipe: "De pé! Dirige-te ao sul, ao caminho que leva de Jerusalém a Gaza (um caminho deserto)". Ele se pôs a caminho. Aconteceu que um eunuco etíope, ministro da rainha Candace e administrador de seus bens, voltava de uma peregrinação a Jerusalém, sentado em sua carruagem e lendo a profecia de Isaías. O Espírito disse a Filipe: "Aproxima-te e junta-te à carruagem". Correndo, Filipe a alcançou. Ouvindo que lia a profecia de Isaías, lhe perguntou: "Entendes o que estás lendo?" Respondeu: "Como vou entender, se ninguém me explica?" E o convidou a subir e sentar junto dele. O texto da Escritura que estava lendo era o seguinte: "Como cordeiro levado ao matadouro, como ovelha muda diante do tosquiador, da mesma forma ele não abriu a boca. Humilharam-no, negando-lhe o direito; quem meditou em seu destino? Pois arrancaram da terra sua vida". O eunuco perguntou a Filipe: "Dize-me, por favor: de quem fala o profeta? De si mesmo ou de outro?" Filipe tomou a palavra e, começando por esse texto, explicou-lhe a boa notícia de Jesus. Prosseguindo caminho, chegaram a um lugar em que havia água, e o eunuco lhe disse: "Aí existe água. O que impede de me batizar?" Respondeu Filipe: "Crês de todo o coração?" Respondeu o eunuco: "Creio que Jesus Cristo é o Filho de Deus". Mandou parar a carruagem, desceram os dois à água, o eunuco e Filipe, que o batizou. Quando saíram da água, o Espírito do Senhor arrebatou Filipe, de modo que o eunuco não o viu mais; e continuou sua viagem muito contente. | ” |
|   | — At 8, 26–39, tradução da Bíblia do Peregrino. |   |

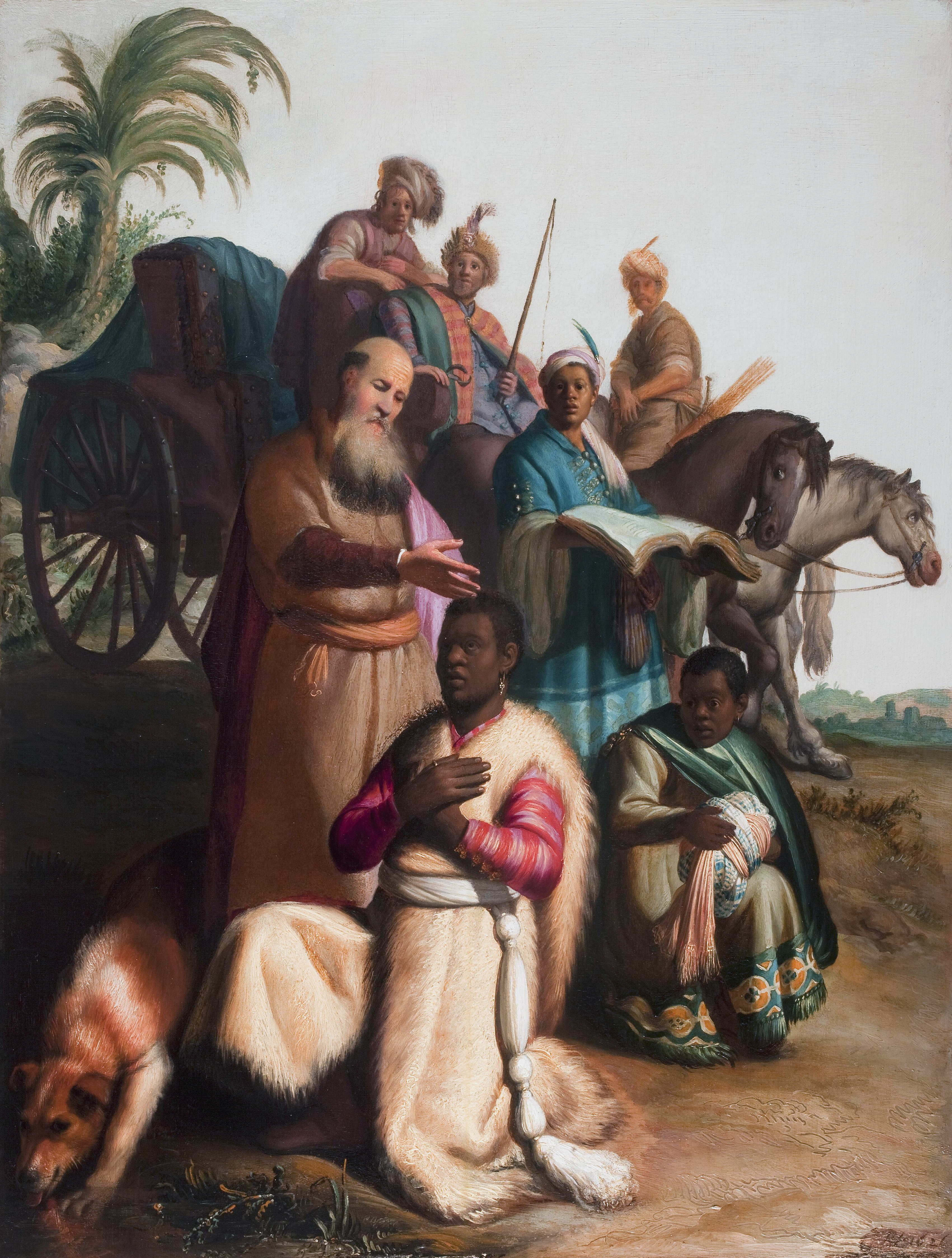
O "Batismo do Eunuco", um dos episódios narrados em Atos 8. 1626. Por Rembrandt, atualmnente no Museu Catharijneconvent, em Utrecht, nos Países Baixos.

A Etiópia foi um dos primeiros países do mundo a adotar o cristianismo como a religião do Estado, no século IV, durante o Império de Axum. Após a aceitação do cristianismo pela elite governante, a igreja etíope criou um forte relacionamento com a Igreja Ortodoxa Copta. Como resultado, a Igreja Ortodoxa Etíope reconheceu como seu líder o patriarca de Alexandria, até 1959. A crença cristã dominou a vida dos etíopes por séculos. O islamismo foi introduzido pelos árabes nas áreas costeiras do mar Vermelho durante o século VII.

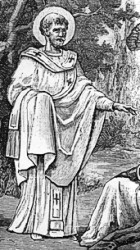
São Frumêncio

O primeiro bispo e evangelizador, foi São Frumêncio, e era cidadão romano que sofreu um naufrágio no Mar Vermelho e chegou à Etiópia. Retornou à Europa, e foi ordenado por Santo Atanásio de Alexandria. Com esse primeiro bispo, que foi um sírio, a Etiópia se tornou oficialmente um país cristão. Foi o segundo país a declarar o cristianismo como a religião do estado, depois da Armênia.
O catolicismo romano retornou ao país no século XVI, como resultado das relações entre a Etiópia e Portugal. Os portugueses fizeram tentativas de mudar a religião do Estado etíope para a católica, e isso causou o derramamento de sangue, pois os camponeses reagiram com raiva. Na sequência dos mal-sucedidos esforços missionários dos portugueses na Etiópia durante o século XVII, o governo imperial proibiu toda a atividade missionária católica no país, que incluía também a Eritreia. Esse período católico costuma ser considerado o que moldou a identidade da Etiópia em grande medida.
A primeira retomada bem-sucedida dessa atividade começou em meados do século XIX, quando a Santa Sé estabeleceu a Prefeitura Apostólica da Abissínia. Seu primeiro bispo foi o lazarista italiano São Justino de Jacobis (1800–1860), que chegou em 1839. Grande parte de seu ministério aconteceu na Eritreia e ele morreu na cidade de Hebo.
A partir de 1890 o controle de parte do território etíope passou para a Itália, e passou a receber missionários católicos. Em 1894, foi estabelecida uma prefeitura apostólica separada para a Eritreia. No mesmo ano, o governador italiano convidou a ordem capuchinha para dirigir a evangelização da colônia e supervisionar o recém-criado sistema educacional. Em 1911, a Prefeitura Apostólica tornou-se um Vicariato Apostólico e, em 1930, um Ordinariato. No mesmo ano, um Colégio Etíope foi fundado dentro dos muros do Vaticano, e também recebeu estudantes da Eritreia.
Entre 1951 e 1952, o Ordinariato da Eritreia tornou-se um exarcado apostólico e no ano seguinte a Eritreia entrou em uma união federal com a Etiópia, depois de uma decisão da ONU, anexando assim o país, levando à formação do movimento de libertação eritreu, especialmente liderado pelos muçulmanos, com a intenção de formar uma república. Como a maioria dos cristãos ortodoxos da Eritreia tinha um forte relacionamento com a Igreja Ortodoxa Etíope, eles viram o movimento dos muçulmanos como perigoso. Os muçulmanos também consideravam os cristãos ortodoxos como uma grande ameaça à causa da independência.
Em 1961 a Santa Sé reorganizou as hierarquias da Etiópia e da Eritreia, e Asmara acabou sendo estabelecida como uma única eparquia cobrindo todo o território eritreu. Depois que a Eritreia se tornou uma nação independente, em 1993, os bispos católicos da Etiópia e da Eritreia continuaram a formar uma única Conferência Episcopal.

### Borana
Há cerca de 45 anos a Igreja Católica chegou à Zona de Borana, no extremo sul do país, perto da fronteira com o Quênia. Os Missionários do Espírito Santo (também chamados espiritanos) que trabalham nesta área, estabeleceram três paróquias e dirigem várias escolas. A maior parte dos habitantes da tribo Borana são nômades, porém muitos já optaram por se fixar num lugar por causa das fontes de água e dos poços que os missionários construíram para a população. Às vezes ocorrem conflitos com outras tribos quando o abastecimento de água diminui e o pasto se torna escasso. No passado havia mesmo uma cultura local, que induzia os homens a mostrar sua coragem lutando. Hoje essa mentalidade vem mudando bastante e os membros das tribos que foram cristianizados estão mais propensos à paz.
Outras diferenças conquistadas pela presença da Igreja, foram da questão da dignidade da mulher, e da possibilidade de escolha de seu marido (o que antes não existia); da importância da educação; leitura da Bíblia e educação religiosa com catequistas que vão às aldeias; os grupos de jovens de diferentes tribos, a fim de criar a maior consciência sobre o diálogo entre elas; batizado e matrimônio cristão; importância da participação na Missa e na comunhão; por fim, os cuidados com os doentes e com pessoas com deficiência.

## Atualmente
Devido à pluralidade religiosa do país, principalmente da coexistência de cristãos e muçulmanos, há feriados das duas religiões no calendário do país. Os feriados oficiais incluem: Natal, Epifania, Sexta-feira Santa, Páscoa, Meskel, Eid al-Adha, o Nascimento do Profeta Maomé e o Eid al-Fitr.
Os cristãos na Etiópia enfrentam atualmente uma série de desafios, com diferentes tipos de perseguição, como a falta de liberdade religiosa imposta pelo governo; a ação preconceituosa dos muçulmanos, especialmente aos muçulmanos convertidos; e o secularismo. Um especialista do país diz: "A proibição do estabelecimento de serviços de radiodifusão para fins religiosos, bem como a proibição de atividades religiosas dentro das instituições educacionais restringem a liberdade de adoração, a liberdade de ensinar e pregar";  nas áreas dominadas pela Igreja Ortodoxa Etíope (IOE), os cristãos que mudam de denominação enfrentam perseguição de familiares, comunidades e funcionários do governo, sendo que os perseguidos acabam atuando como perseguidores ao mesmo tempo. Uma lei que entrou em vigor em fevereiro de 2009, chamada Proclamação das Instituições e Obras de Caridade, classificou todas as Igrejas e grupos religiosos como "organizações de caridade" e, como tal, para serem reconhecidos como órgãos jurídicos, são obrigados a solicitar o registro junto do Ministério da Justiça e a renovar este registro de três em três anos. A ausência desse registro significa o impedimento de abertura de uma conta bancária, e de ter uma representação legal. A Igreja Ortodoxa da Etiópia e o Conselho Supremo dos Assuntos Islâmicos da Etiópia são isentos do processo de renovação do registro. Essa classificação que o governo faz com as organizações religiosas, incluindo a Igreja Católica, as sujeita à atual legislação das ONGs. O limite de 10% para o financiamento recebido do estrangeiro.

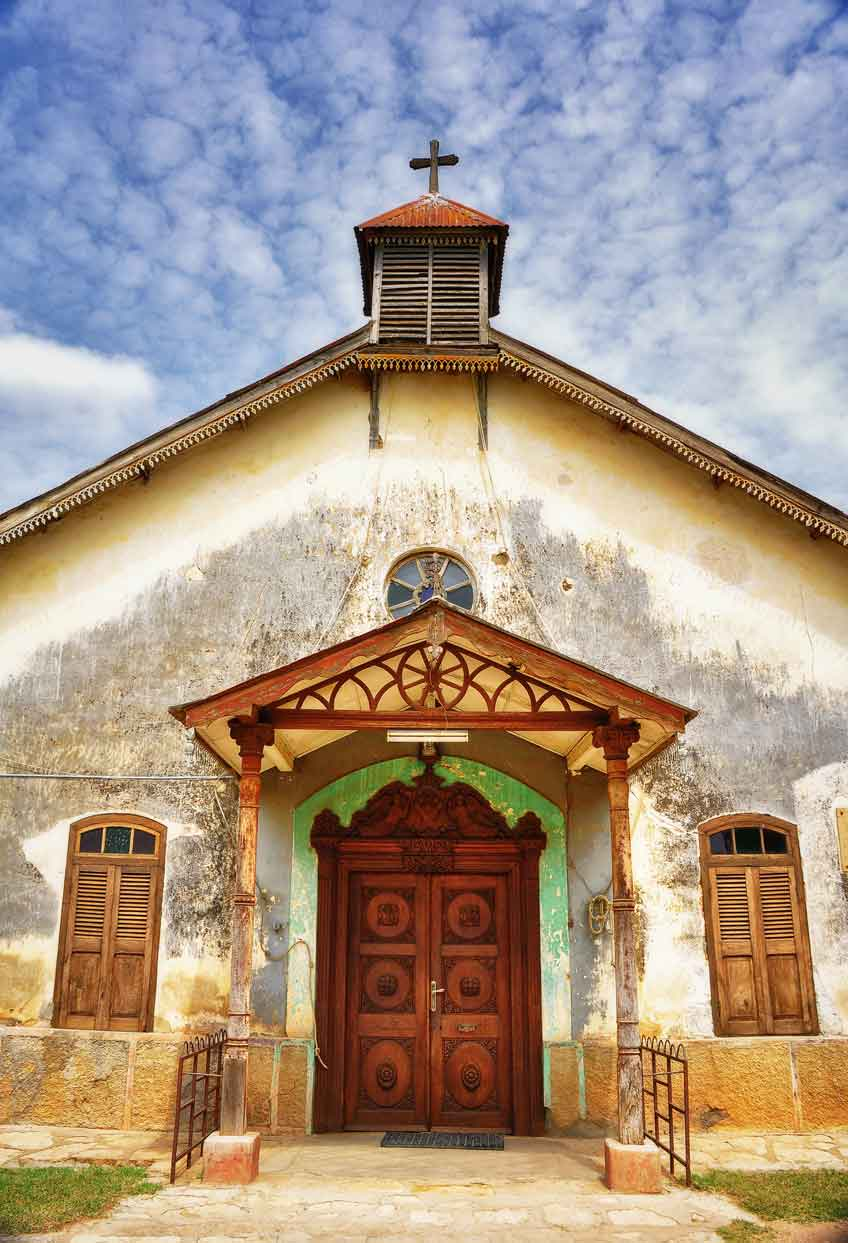
Uma igreja católica em Harar

Algumas denominações são mais afetadas pela perseguição do que outras. As prisões são comuns no país, em especial de cristãos não tradicionais que enfrentam a perseguição mais severa, tanto do governo quanto da IOE. Cristãos convertidos do islamismo, particularmente nas regiões leste e sudeste do país, e aqueles que deixam a IOE enfrentam atitudes hostis de suas famílias e comunidades. Em algumas áreas, os cristãos são proibidos de acessar recursos da comunidade e são condenados a viver isolados. Em alguns lugares, multidões atacam as igrejas.
Em entrevista à Agência Zenit, o arcebispo de Adis Abeba foi questionado sobre a vida dos fiéis católicos etíopes, e a resposta foi:
| “ | É surpreendente dizer isso, mas o cristianismo é tão inculturado que não dá mais para separar a cultura e a religião na Etiópia. As pessoas vivem a religião, está no sangue, está na nossa história. Ela está na terra da Etiópia porque os monges, no século IX, construíram muitos mosteiros e traduziram muitos escritos espirituais de várias línguas para o etíope; então as pessoas compreenderam o cristianismo desde o início na sua própria língua. | ” |
|   | — Dom Seraphiel à Agência Zenit. |   |

O atual patriarca da Igreja Ortodoxa Etíope, abuna Matias, foi eleito em 28 de fevereiro de 2013. Ele foi recebido pelo Papa Francisco em audiência no dia 29 de fevereiro de 2016, e também se encontrou com o Pontifício Conselho para a Unidade dos Cristãos (PCUC), fazendo uma visita ao túmulo de São Pedro. De acordo com o comunicado do PCUC, as relações entre a Igreja Ortodoxa Etíope e a Igreja Católica "são cordiais e se intensificam". O patriarca precedente, abuna Paulo, já havia feito duas visitas ao Vaticano: a primeira em 1993, quando foi recebido por São João Paulo II, e a outra em 2009, quando o Papa Bento XVI o convidou a falar na II Assembleia Especial do Sínodo dos Bispos para a África.
Em 2017, a Igreja pôde comemorar a chegada da evangelização à região etíope de Borana. Atualmente as três paróquias da região são administradas pelos espiritanos, os quais também administram diversas escolas. Os boranas são um grupo étnico nômade, e vagam por regiões desérticas, mas muitos têm optado por se fixar, devido às perfurações de poços feitas pelos missionários para os habitantes. Quando o abastecimento tem algum tipo de comprometimento, ocorrem conflitos entre as tribos pelos recursos hídricos. Antigamente, havia uma tradição entre os boranas que determinava que os homens deveriam demonstrar a sua coragem lutando. Atualmente, observa-se uma maior propensão à paz entre os membros que se converteram à fé cristã. Outra característica do grupo que vem mudando com a evangelização dos missionários do Espírito Santo, é a valorização da mulher, um conceito inexistente até então, além da possibilidade da mulher poder escolher com quem vai se casar, já que antes não havia a escolha. Mulheres que engravidam antes do casamento também eram vendidas a outras tribos. A Igreja Católica vem fazendo uma grande campanha de conscientização entre eles sobre a igualdade de dignidade que deve haver entre homens e mulheres, inclusive incentivando a participação delas nas escolas, algo que antes era apenas destinado aos meninos. Os espiritanos também estimulam a leitura da Bíblia e participação de retiros de membros de tribos diferentes (e até rivais), especialmente entre os mais jovens, e afirmam que o interesse destes grupos está aumentando. Também tem aumentado o número de pessoas aptas a comungar e de casais que desejam ser batizadas, obter um casamento católico e participar regularmente da Missa. Há também acompanhamento aos doentes, formação de leigos catequistas. Os missionários recebem auxílio da Fundação Ajuda à Igreja que Sofre.
Em maio de 2020, a Conferência Episcopal do país fez uma doação de 1 milhão de birres etíopes (ou aproximadamente US$ 476 mil) ao fundo de doações criado pelo governo etíope para o combate à pandemia de COVID-19 no país. No dia 9 de fevereiro, a Igreja Católica faz uma grave denúncia na Região de Tigré, uma região separatista próxima à fronteira com a Eritreia, que havia  centenas de mortos devido aos confrontos pela independência, e os mortos incluíam também membros da Igreja. "Centenas de cidadãos estão a ser mortos nos conflitos na região de Tigré. Ninguém sabe ao certo o número de mortos", afirmou Regina Lynch, diretora de projetos da Fundação Ajuda à Igreja que Sofre, adiantando ter informações que entre os mortos há padres e líderes da Igreja Católica. Ela também afirmou que as notícias que chegam "são terríveis", incluindo o saqueio e destruição de igrejas e conventos, além de outras edificações.

## Organização territorial
A Igreja Católica está presente no território com 13 circunscrições eclesiásticas, sendo quatro de rito etíope, uma arquieparquia e três eparquias; e nove de rito latino, sendo oito vicariatos apostólicos e uma prefeitura apostólica, os quais são todos imediatamente sujeitos à Santa Sé:
| Circunscrições eclesiásticas católicas da Etiópia | Circunscrições eclesiásticas católicas da Etiópia | Circunscrições eclesiásticas católicas da Etiópia | Circunscrições eclesiásticas católicas da Etiópia     | Circunscrições eclesiásticas católicas da Etiópia | Circunscrições eclesiásticas católicas da Etiópia |
| Circunscrição                                     | Ano de ereção                                     | Rito                                              | Catedral                                              | Mapa                                              | Ref.                                              |
| ------------------------------------------------- | ------------------------------------------------- | ------------------------------------------------- | ----------------------------------------------------- | ------------------------------------------------- | ------------------------------------------------- |
| Arquieparquia de Adis Abeba                       | 1839                                              | Etíope                                            | Catedral da Natividade da Bem-Aventurada Virgem Maria |                                                   | [ 20 ]                                            |
| Eparquia de Adigrat                               | 1937                                              | Etíope                                            | Catedral de São Salvador                              |                                                   | [ 21 ]                                            |
| Eparquia de Bahir Dar–Dessie                      | 2015                                              | Etíope                                            | Catedral de Egziabher Ab                              |                                                   | [ 22 ]                                            |
| Eparquia de Emdeber                               | 2003                                              | Etíope                                            | Catedral de Santo Antônio                             |                                                   | [ 23 ]                                            |
| Vicariato Apostólico de Awasa                     | 1937                                              | Romano                                            | Catedral de Kidane-Meheret                            |                                                   | [ 24 ]                                            |
| Vicariato Apostólico de Gambella                  | 2000                                              | Romano                                            | Catedral de São José                                  |                                                   | [ 25 ]                                            |
| Vicariato Apostólico de Harar                     | 1846                                              | Romano                                            | Pró-catedral do Santíssimo Nome de Maria              |                                                   | [ 26 ]                                            |
| Vicariato Apostólico de Hosanna                   | 1940                                              | Romano                                            | Catedral de São José                                  |                                                   | [ 27 ]                                            |
| Vicariato Apostólico de Jimma–Bonga               | 1994                                              | Romano                                            | Pró-catedral de Lideta Mariam                         |                                                   | [ 28 ]                                            |
| Vicariato Apostólico de Meki                      | 1980                                              | Romano                                            | Catedral de Kidane Miheret                            |                                                   | [ 29 ]                                            |
| Vicariato Apostólico de Nekemte                   | 1913                                              | Romano                                            | Catedral de Kidane Meheret                            |                                                   | [ 30 ]                                            |
| Vicariato Apostólico de Soddo                     | 1977                                              | Romano                                            | Catedral da Santíssima Trindade                       |                                                   | [ 31 ]                                            |
| Prefeitura Apostólica de Robe                     | 2012                                              | Romano                                            | Catedral do Emanuel                                   |                                                   | [ 32 ]                                            |

## Conferência Episcopal
A Conferência Episcopal Etíope e Eritreia é a reunião dos bispos católicos da Etiópia e da Eritreia, e foi criada no ano 1967.

## Nunciatura Apostólica
A Delegação Apostólica da Etiópia foi criada em 25 de março de 1937, e elevada a internunciatura apostólica em 1945. Em 1970, tornou-se uma nunciatura apostólica, perdurando assim até os dias atuais.

## Santos
- Santo Aretas[33]
- Santo Elesbão, rei etíope (m.555)[34]
- Santa Efigênia, discípula de São Mateus Apóstolo[35]
- São Justino de Jacobis[36]
- São Moisés, o negro (m.405)[37]

### Beatos
- Agatângelo de Vendome[38][39]
- Antonio Francisco Marzorati[40]
- Cassiano de Nantes[38][41]
- Liberato Weiss[42][43]
- Liduina Meneguzzi[44]
- Miguel Pio Fasoli[45][46]
- Ghébrē Miguel[47]